# Carolina Krafzik
Carolina Krafzik (Niefern-Öschelbronn, 27 de marzo de 1995) es un deportista alemana que compite en atletismo, especialista en las carreras de vallas. En los Juegos Europeos de Cracovia 2023 consiguió una medalla de oro en la prueba de 400 m vallas.

## Palmarés internacional
| Juegos Europeos | Juegos Europeos   | Juegos Europeos | Juegos Europeos |
| Año             | Lugar             | Medalla         | Prueba          |
| --------------- | ----------------- | --------------- | --------------- |
| 2023            | Chorzów (Polonia) | Medalla de oro  | 400 m vallas    |